# Jewell Marceau
Jewell Marceau, née le 12 avril 1975 à Virginia Beach en Virginie, est une actrice pornographique américaine.
On ne la voit principalement dans des scènes lesbiennes ou « solo ». Elle est spécialisée dans les scènes de bondage et de fétichisme.

## Biographie
Marceau a grandi à Virginia Beach dans une famille chrétienne conservatrice. Elle a commencé à apparaître dans des films adultes fille-fille sous le pseudonyme "Scarlett Fever" à l'âge de 20 ans. Elle l'a ensuite changé en "Jewell Marceau" quand elle a commencé à travailler avec Harmony Concepts car ils ont trouvé son nom d'origine comme "un peu trop" .. Cependant, elle a maintenu le Scargell Stagename pour d'autres travaux de production tels que Devonshire Productions, ainsi que plusieurs autres sociétés après avoir adopté Jewell Marceau comme son nom de scène principal.
Jewell est apparu dans des centaines de films pornographiques hardcore explicites avec des thèmes de servitude et de fétiche et ont été présentés dans un certain nombre de magazines adulte fétichistes, tels que Taboo, Marquis (Allemagne) et Skin Two (Royaume-Uni) (y compris la couverture du répertoire 2006, bien que encapuchonnée, Bien que de temps en temps, Marceau apparaisse dans les films sexuels lesbiens et les hommes-femmes non fétiches, principalement issus de sa propre entreprise.
Marceau exploite sa propre société de production cinématographique et son site Web commercial, et a travaillé avec plusieurs photographes fétichistes / adultes remarquables dont Ken Marcus, Steve Diet Goedde, Mike Frankovich, Jr. (aka E.N. Cuire), Holly Randall et Christine Kessler.
En 2004, Marceau a remporté la seconde place Laurel de SIGNY dans la catégorie du Best Bondage Model. En 2005, Marceau a reçu le SIGNY Bondage Award Gold Laurel en tant que modèle Best Bondage de l'année. Elle a également été finaliste pour ce prix en 2003 et en 2000.

## Distinctions
Récompenses
- 2005 SIGNY award first-place – Best Bondage Model
- 2007 AVN Award winner – Best Group Sex Scene, Video – Fashionistas Safado

Nominations
- 2004 SIGNY award second-place – Best Bondage Model

## Filmographie sélective
Le nom du film est suivi du nom de ses partenaires lors des scènes pornographiques.
- 1996 : Lesbian Pooper Sluts avec Fonda French et Liza Harper ; avec Aries et Tatiana ; avec Raven McCall et Tatiana
- 1997 : My First Time 7 avec Celine Devoux
- 1998 : Bondage Eros
- 1999 : Harmony's Jewell
- 2000 : The 4 Finger Club 13 avec Rachel Moore
- 2001 : Ultimate Guide to Anal Sex for Women 2 avec Tristan Taormino
- 2002 : Butt Quest 1 avec Francesca Le
- 2003 : Pussy Galore avec Jasmine Lynn, Katrina Kraven et Sophia Gently
- 2004 : Bondage Vixens
- 2005 : Lady Ass Lickers 18 avec Summer Cummings
- 2006 : Fashionistas Safado: The Challenge avec Adrianna Nicole, Belladonna, Caroline Pierce, Flower Tucci...
- 2007 : World Domination 5 avec Mistress Gemini
- 2008 : Bound Fantasy Girls
- 2009 : Bondage Dreams avec Paige Richards (scène 1 et 4), avec Anastasia Pierce (sc2 et sc3)
- 2010 : Jewell's Prisoner avec Lena Ramon
- 2011 : Officer Carter's Nylon Seduction avec Christina Carter
- 2012 : Cheerleaders in Bondage
- 2013 : Shoe Obsession avec Smoking Mary Jane
- 2014 : Pantyhose Domination 3: Hosed Therapist avec Angela Sommers (scène 1), avec Kristal Summers (sc2)
- 2015 : Jewell's Kinky Classroom: Basic Bondage Edition 2
- 2016 : Sheer and Silky Games avec Akira Lane
- 2017 : POV Domination
- 2018 : Sexy Heroines